# N-Ацилфосфатидилэтаноламин
N-Ацилфосфатидилэтаноламины (NAPE) — класс фосфолипидов, синтезируемых тонкой кишкой и выделяемых в кровоток в ответ на потребление пищи, богатой липидами. Повышение уровня циркулирующего в крови NAPE уменьшает потребление пищи. В исследованиях с применением радиоактивных меток показано, что NAPE может накапливаться в гипоталамусе и оказывать центральное действие. В тонкой кишке NAPE гидролизуется до N-ацетилэтаноламина ферментом NAPE-специфической фосфолипазой D. 